# Sarbel

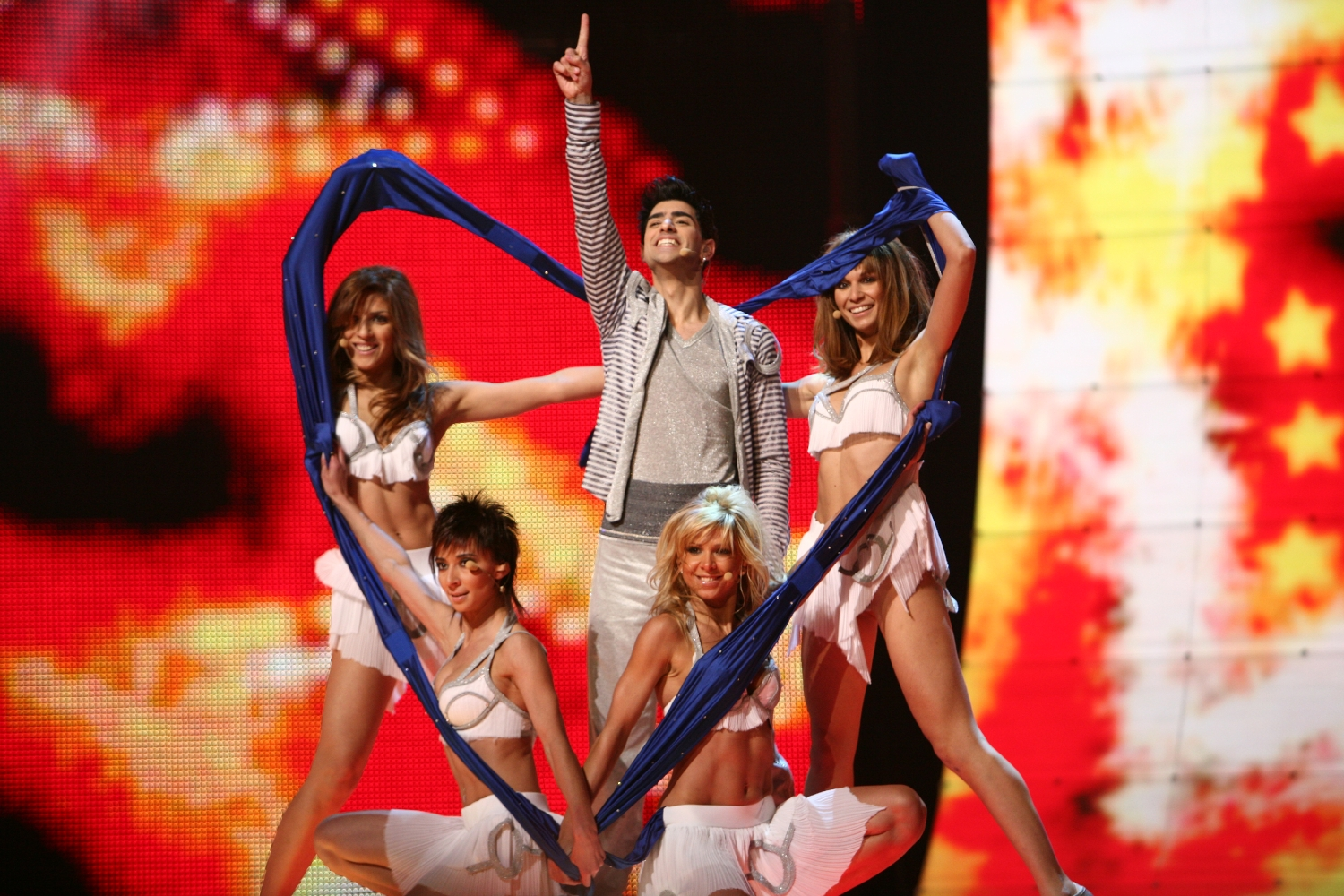
Sarbel während seines Auftritts beim Eurovision Song Contest 2007

Sarbel [ʃɑɾ.ˈbɛl] (* 14. Mai 1981 in London; eigentlich Sarbel Michael, griech.: Σαρμπέλ Μιχαήλ) ist ein griechisch-zyprischer Popsänger. In seinem Heimatland wurde er bekannt mit seiner Debütsingle Se Pira Sovara, ein Duett mit Irini Merkouri.

## Biografie

### Kindheit und Jugendjahre
Sarbel Michael kam in Southgate, London zur Welt. Sein Vater, der Zypriote Elias, ist Sänger und Bouzouki-Spieler, die Mutter libanesische Rechtsanwältin.
Sarbels Familie machte häufige Sommerreisen nach Griechenland und Zypern. Er erhielt eine Jesuitenausbildung am St. Ignatius College in Enfield. Sarbel studierte Musik (Stimme), Drama und darstellende Künste.
Im Alter von fünf bis 16 Jahren arbeitete er erfolgreich an der Englischen Nationaloper und dem Königlichen Opernhauscovent Garden und hat Tosca auf Englisch für Chandos Aufnahmen als der Hirtenjunge gespielt. Er wurde nach dem Maroniten Scharbel Machluf benannt, und sein Name spricht man „Sharbel“ richtig aus, aber da im Standardgriechisch „sch“ als Ton fehlt, wird es gemäß der griechischen Transkription „Sarbel“ ausgesprochen.

### Musikkarriere
Mit 18, auf der Suche nach einer Veränderung in seinem Leben, ging er für ein freiwilliges soziales Jahr nach Kreta, wo er am Heraklion Palladium auftrat.
Mit 21 lebte er immer noch auf Kreta und unterzeichnete einen Vertrag über die Dauer von sechs Jahren bei Sony BMG Griechenland. Für seine griechisch-traditionell-orientalische Musik gemischt mit Pop, erhielt er mehrere Awards bei verschiedenen griechischen Veranstaltungen.
2007 trat er beim Eurovision Song Contest mit dem Titel Yassou Maria für Griechenland an. Der Sieg ging an die Serbin Marija Šerifović, Sarbel belegte den siebten Platz.
In einem Interview im März 2007 erklärte Sarbel, dass er keine internationale Karriere anstrebt: „Ich mach mir weder etwas daraus, im Ausland berühmt zu sein, noch daraus, eine internationale Karriere zu starten. Ich mache mir nur etwas aus Griechenland. Ich bin im Ausland aufgewachsen, aber ich habe mich entschieden, in Griechenland zu leben. Ich kann nicht sagen, ob der Eurovision Song Contest meiner Karriere hilft oder nicht, weil ich es nicht weiß, es ist sehr gefährlich. Jedoch ist dies eine Erfahrung, die ich machen will. Ich will Spaß haben beim Contest und gebe mein Bestes.“.

## Diskografie

### Alben
- 2004: Parakseno Sinesthima
- 2006: Sahara
- 2007: Sahara: Euro Edition
- 2008: Kati San Esena

### Singles (Auswahl)
- 2004: Se Pira Sovara (mit Irini Merkouri; Original: Sidi Mansour)
- 2005: Sokolata
- 2005: Thelo Na Petaxo
- 2005: Boro Boro / Chiculata (Mad Music Awards) (mit Chrispa)
- 2006: Thriller/Pano Stin Trella Mou (Mad Music Awards) (mit Vanesa Adamopoulou)
- 2006: Na 'Soun Thalassa (mit Natasa Theodoridou)
- 2006: Taxe Mou
- 2006: Enas Apo Mas
- 2007: Yassou Maria
- 2007: Mi Chica (Original: Abdel Kader)
- 2008: Echo Trelathei